# گلستانه (دلفان)
گلستانه روستایی از توابع بخش کاکاوند شهرستان دلفان در استان لرستان ایران است.

## جمعیت و جغرافیا
این روستا در دهستان کاکاوند شرقی قرار دارد و براساس سرشماری مرکز آمار ایران در سال ۱۳۹۰، جمعیت آن ۸۰۰ نفر (۱۶۰ خانوار) بوده‌است اما به دلیل خشکسالی و بیکاری مردم روستا به شهرهای مجاور و تهران مهاجرت کرده‌اند که این عامل باعث شده که در سرشماری سال ۹۵ جمعیت روستا به ۴۴۰ نفر کاهش یابد. مردم این روستا به زبان لکی تکلم می‌کنند و از روستاهای پرجمعیت بخش کاکاوند شرقی محسوب می‌شود. این روستا در ارتفاع ۱۷۰۰ متری از سطح دریا و در دامنهٔ کوه چیاوزان واقع شده‌است؛(چیاوزان دارای طبیعتی بکر و زیست بومی غنی برای پرندگان و جانوران وحشی است همچنین با توجه به چشمه‌های فصلی‌اش، هرساله میزبان هزاران میهمان طبیعت گرد می‌باشد؛ از جمله چشمه وزم و علی‌جان. ارتفاع این کوه از سطح دریا بیش از ۲۹۰۰ متر است).
فاصله روستای گلستانه از شهر نورآباد (مرکز شهرستان دلفان) ۳۶ کیلومتر و از هفت‌چشمه (مرکز بخش کاکاوند) ۶ کیلومتر می‌باشد. در جنوب این روستا رودخانه گیزه‌رود قرار دارد که دارای طبیعتی زیبا و مکانی مناسب برای ماهی‌گیری می‌باشد؛ این رودخانه از شاخه‌های پر آب رود سیمره است.
- روستای گلستانه
- متن زیرنویس در اینجا
- متن زیرنویس در اینجا
- متن زیرنویس در اینجا
- متن زیرنویس در اینجا